# أولاد قاسم (مفاسيس)
أولاد قاسم هي إحدى مشيخات المملكة المغربية، تتبع جغرافيا لإقليم خريبكة وإداريًا لمفاسيس. يقدر عدد سكانها بـ 3218 نسمة حسب الإحصاء الرسمي للسكان والسكنى لسنة 2004.